# 기무라 유이치
기무라 유이치（きむら ゆういち, 남성, 1948년 4월14일）는, 일본의 작가로 한자표기 외에 히라가나로 표기되는 경우도 많다.

## 생애
기무라 유이치 (Yuichi Kimura)는 1948년 4월 14일 일본 도쿄 도에서 태어나 도쿄에서 자랐다. 다마 미술대학에 진학해 다마 미술대학을 졸업했다. 이후 하쿠오 단기대학 강사로 활동했고 2005년부터 도쿄준신여자대학의 객원교수도 활동하고 있다. 텔레비전 유아 프로그림을 거쳐 현재 그림책, 동화책을 집필하면서 희극 오페라와 연극 각본을 쓰는 등 여러 분야에서 활동하고 있다. 그림책『폭풍우 치는 밤에』로 1995년 산케이 아동 출판 문화상, 고단샤 출판 문화상 그림책상을 수상했다. 폭풍우 치는 밤에는 연극으로 만들어졌고, 이 연극은 도쿄 우수 아동 연극 우수상, 마츠오 예능재단 연수장려상, 후생성 장관상을 수상했다. 폭풍우 치는 밤에는 2000년 초등학교 4학년 일어 교과서에 게재되었다.

## 약력
- 1948년 4월 14일 도쿄 출생
- 다마 미술대학 졸업
- 하쿠오 단기대학 강사 재직
- 2005년 도쿄 준신여자대학의 객원교수 활동
- 1995년 산케이 아동 출판 문화상 수상
- 고단샤 출판 문화상 '그림책 상' 수상

## 작품

### 글/ 그림에 참여한 작품
- (2005년) 꾸벅 인사 놀이
- (2005년) 냠냠 식사 놀이
- (2005년) 끙끙 응가 놀이
- (2005년) 예~ 대답 놀이
- (2005년) 쿨쿨 자장 놀이
- (2005년) 짠~ 까꿍 놀이
- (2005년) 뽀글 목욕 놀이
- (2005년) 싹싹 이닦이 놀이
- (2005년) 쏘옥 옷입기 놀이
- (2005년) 깔깔 간지럼 놀이
- (2001년) 아빠는 잠꾸러기
- (2001년) 하마야, 뭐 하니?
- (2001년) 신나는 놀이터

### 글에 참여한 작품
- (2013년) 앗, 깜짝이야 (그림: 이소미유키)
- (2013년) 똥개 존 늑대 대장이 되다 (그림: 다카바다케 나오)
- (2011년) 구덩이에서 어떻게 나가지? (그림: 다카바타케 준)
- (2011년) 대머리 사자 (그림: 나카야 야스히코)
- (2010년) 따끈따끈 똥 만들기 (그림: 나카치 사토시)
- (2009년) 승냥이 구의 부끄러운 비밀 (그림: 미야니시 타츠야)
- (2009년) 라이언맨 길을 떠나다 (그림: 기타가와 메구미)
- (2009년) 나는야, 라이언맨 (그림: 기타가와 메구미)
- (2009년) 초식사자 라이언맨 (그림: 기타가와 메구미)
- (2008년) 흔들흔들 다리 위에서(그림: 하타 고시로)
- (2008년) 행복한 거짓말
- (2006년) 사람놀이 (그림: 초 신타)
- (2005년) 끄응끄응 응가해요 (그림: 미야모토 에츠요시)
- (2005년) 첨벙첨벙 목욕해요 (그림: 우다가와 사치코)
- (2005년) 치카치카 이를 닦아요 (그림: 미야모토 에츠요시)
- (2005년) 안녕, 가부 (그림: 아베 히로시)
- (2005년) 다불쑥 언덕의 위험 (그림: 아베 히로시)
- (2005년) 염소 사냥 (그림: 아베 히로시)
- (2005년) 살랑살랑 고개의 약속 (그림: 아베 히로시)
- (2005년) 나들이 (그림: 아베 히로시)
- (2005년) 폭풍우 치는 밤에 (그림: 아베 히로시)
- (2002년) 늑대의 돼지 꿈 (그림: 다시마 세이조)
- (2001년) 앗, 깜짝이야 (그림: 이소 미유키)
- (1998년) 우리모두 뛰어 보자, 깡충! (그림: 이소 미유키)
- (1998년) 손을 잡고 빙글 빙글 (그림: 이소 미유키)
- (1998년) 안녕, 예쁘게 인사해요 (그림: 이소 미유키)
- (1998년) 꼭꼭 숨어라, 머리카락 보인다 (그림: 이소 미유키)

## 수상내역
- 1991년 《겐부치 그림책마을 비바카라스상》,제1회
- 1995년 《산케이 아동 출판 문화상》,제42회
- 1995년 《고단샤 출판 문화상 그림책 상》,제26회
- 1997년 《겐부치 그림책마을 비바카라스상》,제7회
- 1998년 《사이타 다카시 희곡상》
- 2008년 《일본 인쇄산업 연합회 회장상》

## 약력
- 1948년 4월 14일 도쿄 출생
- 다마 미술대학 졸업
- 하쿠오 단기대학 강사 재직
- 2005년 도쿄 준신여자대학의 객원교수 활동
- 1995년 산케이 아동 출판 문화상 수상
- 고단샤 출판 문화상 '그림책 상' 수상

## 작품

### 글/ 그림에 참여한 작품
- (2005년) 꾸벅 인사 놀이
- (2005년) 냠냠 식사 놀이
- (2005년) 끙끙 응가 놀이
- (2005년) 예~ 대답 놀이
- (2005년) 쿨쿨 자장 놀이
- (2005년) 짠~ 까꿍 놀이
- (2005년) 뽀글 목욕 놀이
- (2005년) 싹싹 이닦이 놀이
- (2005년) 쏘옥 옷입기 놀이
- (2005년) 깔깔 간지럼 놀이
- (2001년) 아빠는 잠꾸러기
- (2001년) 하마야, 뭐 하니?
- (2001년) 신나는 놀이터

### 글에 참여한 작품
- (2013년) 앗, 깜짝이야 (그림: 이소미유키)
- (2013년) 똥개 존 늑대 대장이 되다 (그림: 다카바다케 나오)
- (2011년) 구덩이에서 어떻게 나가지? (그림: 다카바타케 준)
- (2011년) 대머리 사자 (그림: 나카야 야스히코)
- (2010년) 따끈따끈 똥 만들기 (그림: 나카치 사토시)
- (2009년) 승냥이 구의 부끄러운 비밀 (그림: 미야니시 타츠야)
- (2009년) 라이언맨 길을 떠나다 (그림: 기타가와 메구미)
- (2009년) 나는야, 라이언맨 (그림: 기타가와 메구미)
- (2009년) 초식사자 라이언맨 (그림: 기타가와 메구미)
- (2008년) 흔들흔들 다리 위에서(그림: 하타 고시로)
- (2008년) 행복한 거짓말
- (2006년) 사람놀이 (그림: 초 신타)
- (2005년) 끄응끄응 응가해요 (그림: 미야모토 에츠요시)
- (2005년) 첨벙첨벙 목욕해요 (그림: 우다가와 사치코)
- (2005년) 치카치카 이를 닦아요 (그림: 미야모토 에츠요시)
- (2005년) 안녕, 가부 (그림: 아베 히로시)
- (2005년) 다불쑥 언덕의 위험 (그림: 아베 히로시)
- (2005년) 염소 사냥 (그림: 아베 히로시)
- (2005년) 살랑살랑 고개의 약속 (그림: 아베 히로시)
- (2005년) 나들이 (그림: 아베 히로시)
- (2005년) 폭풍우 치는 밤에 (그림: 아베 히로시)
- (2002년) 늑대의 돼지 꿈 (그림: 다시마 세이조)
- (2001년) 앗, 깜짝이야 (그림: 이소 미유키)
- (1998년) 우리모두 뛰어 보자, 깡충! (그림: 이소 미유키)
- (1998년) 손을 잡고 빙글 빙글 (그림: 이소 미유키)
- (1998년) 안녕, 예쁘게 인사해요 (그림: 이소 미유키)
- (1998년) 꼭꼭 숨어라, 머리카락 보인다 (그림: 이소 미유키)

## 수상내역
- 1991년 《겐부치 그림책마을 비바카라스상》,제1회
- 1995년 《산케이 아동 출판 문화상》,제42회
- 1995년 《고단샤 출판 문화상 그림책 상》,제26회
- 1997년 《겐부치 그림책마을 비바카라스상》,제7회
- 1998년 《사이타 다카시 희곡상》
- 2008년 《일본 인쇄산업 연합회 회장상》

## 출연
- 폭풍우 치는 밤에 비밀의 친구 (2013년 9월 26일 TV도쿄 계열)-원숭이 2역 ※원작자로서의 게스트 출연.